# الدوري السلوفيني لكرة القدم 1962–63
الدوري السلوفيني لكرة القدم 1962–63 هو موسم من الدوري السلوفيني لكرة القدم ‏. فاز فيه NK Ljubljana ‏.